# گاسپار کاسال
گاسپار کاسال (اسپانیایی: Gaspar Casal‎؛ ‏ ۳۱ دسامبر ۱۶۸۰ – ۱۰ اوت ۱۷۵۹) پزشک و همه‌گیرشناس اهل اسپانیا بود که نخستین بار نشانهٔ پزشکی گردن‌بند کاسال را در مبتلایان به پلاگر توصیف کرد.
او در دهستان اوتریاس بزرگ شد و گمان می‌رود که در آتینسا نزد «خوان مانوئل رودریگِس دی لیما»، عطار و داروگرِ پاپ اینوسنت یازدهم شاگردی کرده است. او از ۱۷۲۰ تا ۱۷۵۱ در اُبیه‌دو طبابت کرد و سپس به عنوان پزشک شاه فرناندوی ششم به مادرید رفت. او از دوستان بنیتو خرونیمو فئیخو مونته‌نگرو و مارتین سارمینتو بود که مشوق درس خواندش بودند. گاسپار کاسال بیماری پلاگر را در کتابی که در سال ۱۷۶۲ منتشر شد، توصیف کرد و آن را «بیماری سرخ» نامید که علتش بثورات قرمزی است که روی دست‌ها و پاهای مبتلایان دیده می‌شود.
رساله او به‌نام «تاریخچهٔ ابتلا بیماری در برخی خانواده‌های این منطقه» شرحی از بیماری پوستی جَرَب و نحوهٔ درمان آن با استفاده از پماد گوگرد بود. او در مورد تاریخ طبیعی آستوریاس هم کتابی نوشت که پس از مرگش در سال ۱۷۶۲ منتشر شد.